# Élections législatives de 1914 dans le Finistère
Les élections législatives dans le Finistère ont lieu les dimanche 26 avril 1914 et 10 mai 1914. Elles ont pour but d'élire les députés représentant le département à la Chambre des députés pour un mandat de quatre années.

## Députés sortants
Hippolyte Gayraud (Démocrate chrétien) meurt le 16 décembre 1911. Louis Soubigou (Progressiste-ALP) est élu lors de la partielle du 10 mars 1912 pour le remplacer.
Louis Hémon (Progressiste) est élu sénateur le 7 janvier 1912. Pierre Hugot-Derville (ALP) est élu lors de la partielle du 31 mars 1912 pour le remplacer.
François-Émile Villiers (Conservateur) est élu sénateur le 28 juillet 1912. Paul Simon (ex silloniste) est élu lors de la partielle du 13 avril 1913 pour le remplacer.
| Députés | Députés               | Parti                      | Fonctions lors de l'élection en 1914                                                |
| ------- | --------------------- | -------------------------- | ----------------------------------------------------------------------------------- |
|         | Émile Goude           | SFIO                       | Conseiller général de Brest-2. Commis à l'Arsenal de Brest (Direction des travaux). |
|         | Jules Le Louédec      | Radical-socialiste         | Conseiller général et maire de Quimperlé. Avocat.                                   |
|         | Georges Le Bail       | Radical-socialiste-Radical | Conseiller général du Plogastel-Saint-Germain, maire de Plozévet. Avocat.           |
|         | Édouard Plouzané      | Radical                    | Conseiller général du Pont-l'Abbé. Médecin.                                         |
|         | Émile Cloarec         | app.PRD                    | Conseiller général de Saint-Thégonnec, maire de Ploujean. Avoué.                    |
|         | Louis Dubuisson       | Radical-ARD                | Conseiller général de Châteauneuf-du-Faou. Médecin.                                 |
|         | Paul Simon            | Silloniste                 | Conseiller municipal de Brest. Avocat, Directeur du journal Le Démocrate.           |
|         | Charles Daniélou      | Progressiste-ALP           | Commerçant.                                                                         |
|         | Louis Soubigou        | Progressiste-ALP           | Conseiller général et maire de Lesneven. Notaire.                                   |
|         | Pierre Hugot-Derville | Action libérale populaire  | Conseiller général de Fouesnant. Colonel en retraite, propriétaire agricole.        |
|         | Albert de Mun         | ALP                        | Officier, Propriétaire agricole.                                                    |

## Mode de scrutin
L'élection se fait donc au scrutin d'arrondissement, soit un mode uninominal majoritaire à deux tours. 
La circonscription pour l'élection est l'arrondissement. 
Le scrutin est individuel, chaque arrondissement élisant un député. 
Les arrondissements qui ont plus de cent mille habitants sont divisés. Dans ce cas on élit un député par circonscription électorale crée.
Seul l'arrondissement de Quimperlé n'est pas divisé. Ceux de Brest et de Quimper sont séparés en trois circonscriptions; Châteaulin et Morlaix en deux.
L'article 18 précise qu'il faut réunir pour être élu au premier tour :
1. La majorité absolue des suffrages exprimés ;
2. Un nombre de suffrages égal au quart des électeurs inscrits.

Au deuxième tour la majorité relative suffit. En cas d'égalité c'est le plus âgé qui est élu.

## Résultats

### Arrondissement de Brest

#### 1recirconscription
Brest-1 regroupe les cantons de Brest-1, Brest-2 et Brest-3.
| Candidats      | Candidats                 | Étiquette                 | Premier tour | Premier tour |
| Candidats      | Candidats                 | Étiquette                 | Voix         | %            |
| -------------- | ------------------------- | ------------------------- | ------------ | ------------ |
|                | Émile Goude *             | SFIO                      | 9 453        | 51,09        |
|                | Jacques Fonlupt-Espéraber | Ex silloniste-app. PRD    | 5 842        | 31,58        |
|                | Armand Charpentier        | Radical-socialiste        | 2 976        | 16,09        |
|                | Pierre Favennec           | Parti ouvrier Allemaniste | 210          | 1,14         |
|                |                           |                           |              |              |
| Inscrits       | Inscrits                  | Inscrits                  | 30 453       | 100,00       |
| Votants        | Votants                   | Votants                   | 18 613       | 61,12        |
| Abstention     | Abstention                | Abstention                | 11 840       | 38,88        |
| Blancs et nuls | Blancs et nuls            | Blancs et nuls            | 111          | 0,60         |
| Exprimés       | Exprimés                  | Exprimés                  | 18 502       | 99,40        |

*sortant

#### 2ecirconscription
Brest-2 regroupe les cantons de Daoulas, Ploudiry, Landerneau, Plabennec.
François-Émile Villiers (Conservateur) est élu sénateur le 28 juillet 1912. Paul Simon (ex silloniste) est élu lors de la partielle du 13 avril 1913 pour le remplacer.
| Candidats      | Candidats           | Étiquette      | Premier tour | Premier tour |
| Candidats      | Candidats           | Étiquette      | Voix         | %            |
| -------------- | ------------------- | -------------- | ------------ | ------------ |
|                | Paul Simon *        | Silloniste     | 6 709        | 51,85        |
|                | Gaston de L'Hopital | Conservateur   | 5 107        | 39,47        |
|                | Michel Calvez       | SFIO           | 1 109        | 8,57         |
|                |                     |                |              |              |
| Inscrits       | Inscrits            | Inscrits       | 17 738       | 100,00       |
| Votants        | Votants             | Votants        | 11 941       | 67,32        |
| Abstention     | Abstention          | Abstention     | 5 797        | 32,68        |
| Blancs et nuls | Blancs et nuls      | Blancs et nuls | 7            | 0,06         |
| Exprimés       | Exprimés            | Exprimés       | 11 934       | 99,94        |

*sortant

#### 3ecirconscription
Brest-3 regroupe les cantons de Saint-Renan, Ouessant, Ploudalmézeau, Lannilis et Lesneven.
Hippolyte Gayraud (Démocrate chrétien) meurt le 16 décembre 1911. Louis Soubigou (Progressiste-ALP) est élu lors de la partielle du 10 mars 1912 pour le remplacer.
| Candidats      | Candidats        | Étiquette        | Premier tour | Premier tour |
| Candidats      | Candidats        | Étiquette        | Voix         | %            |
| -------------- | ---------------- | ---------------- | ------------ | ------------ |
|                | Louis Soubigou * | Progressiste-ALP | 10 720       | 85,24        |
|                |                  |                  |              |              |
| Inscrits       | Inscrits         | Inscrits         | 19 481       | 100,00       |
| Votants        | Votants          | Votants          | 12 576       | 64,56        |
| Abstention     | Abstention       | Abstention       | 6 905        | 35,44        |
| Blancs et nuls | Blancs et nuls   | Blancs et nuls   | 1 856        | 14,76        |
| Exprimés       | Exprimés         | Exprimés         | 10 720       | 85,24        |

*sortant

### Arrondissement de Châteaulin

#### 1recirconscription
Chateaulin-1 regroupe les cantons de Crozon, Châteaulin, Faou et Pleyben.
Émile Auffret se désiste en faveur d'Albert Louppe pour le scrutin de ballotage.
| Candidats      | Candidats          | Étiquette            | Premier tour | Premier tour | Deuxième tour | Deuxième tour |
| Candidats      | Candidats          | Étiquette            | Voix         | %            | Voix          | %             |
| -------------- | ------------------ | -------------------- | ------------ | ------------ | ------------- | ------------- |
|                | Charles Daniélou * | Progressiste-Libéral | 6 058        | 40,29        | 6 980         | 46,37         |
|                | Albert Louppe      | Radical              | 5 655        | 37,61        | 8 064         | 53,58         |
|                | Émile Auffret      | PRD                  | 3 123        | 20,77        | 8             | 0,05          |
|                |                    |                      |              |              |               |               |
| Inscrits       | Inscrits           | Inscrits             | 20 092       | 100,00       | 21 048        | 100,00        |
| Votants        | Votants            | Votants              | 15 178       | 75,54        | 15 154        | 72,00         |
| Abstention     | Abstention         | Abstention           | 4 914        | 24,46        | 5 894         | 28,00         |
| Blancs et nuls | Blancs et nuls     | Blancs et nuls       | 140          | 0,92         | 102           | 0,67          |
| Exprimés       | Exprimés           | Exprimés             | 15 038       | 99,08        | 15 052        | 99,33         |

*sortant

#### 2ecirconscription
Chateaulin-2 regroupe les cantons de Carhaix, Châteauneuf-du-Faou et Huelgoat.
Louis Dubuisson (Radical-PRD) élu depuis 1898 est mort le 2 avril 1914. 
Joseph Féjean et Jean Le Tréis se retirent pour le scrutin de ballotage.
| Candidats      | Candidats          | Étiquette        | Premier tour | Premier tour | Deuxième tour | Deuxième tour |
| Candidats      | Candidats          | Étiquette        | Voix         | %            | Voix          | %             |
| -------------- | ------------------ | ---------------- | ------------ | ------------ | ------------- | ------------- |
|                | Ferdinand Lancien* | Radical-Soc.ind  | 4 867        | 42,66        | 7 272         | 64,33         |
|                | Joseph Féjean      | Radical          | 3 215        | 28,18        | 11            | 0,10          |
|                | Jacques Corbel     | Conservateur-ALP | 2 317        | 20,31        | 3             | 0,03          |
|                | Jean Le Tréis      | SFIO             | 1 010        | 8,85         | 55            | 0,49          |
|                | Henri Goasguen     | Silloniste       |              |              | 3 860         | 34,47         |
|                |                    |                  |              |              |               |               |
| Inscrits       | Inscrits           | Inscrits         | 15 491       | 100,00       | 15 490        | 100,00        |
| Votants        | Votants            | Votants          | 11 522       | 74,38        | 11 305        | 72,98         |
| Abstention     | Abstention         | Abstention       | 3 969        | 25,62        | 4 185         | 27,02         |
| Blancs et nuls | Blancs et nuls     | Blancs et nuls   | 113          | 0,98         | 106           | 0,94          |
| Exprimés       | Exprimés           | Exprimés         | 11 409       | 99,02        | 11 199        | 99,06         |

*sortant

### 1recirconscription
Morlaix-1 regroupe les cantons de Morlaix, Lanmeur, Plouigneau, Saint-Thégonnec et Sizun.
| Candidats      | Candidats        | Étiquette      | Premier tour | Premier tour |
| Candidats      | Candidats        | Étiquette      | Voix         | %            |
| -------------- | ---------------- | -------------- | ------------ | ------------ |
|                | Émile Cloarec *  | app.PRD        | 7 470        | 51,12        |
|                | Vincent Larher   | Radical        | 5 053        | 34,58        |
|                | Joseph Le Borgne | SFIO           | 2 088        | 14,29        |
|                |                  |                |              |              |
| Inscrits       | Inscrits         | Inscrits       | 20 232       | 100,00       |
| Votants        | Votants          | Votants        | 14 979       | 74,04        |
| Abstention     | Abstention       | Abstention     | 5 253        | 25,96        |
| Blancs et nuls | Blancs et nuls   | Blancs et nuls | 366          | 2,44         |
| Exprimés       | Exprimés         | Exprimés       | 14 613       | 97,56        |

*sortant

#### 2ecirconscription
Morlaix-2 regroupe les cantons de Taulé, Landivisiau, Plouescat, Plouzévédé et Saint-Pol-de-Léon.
| Candidats      | Candidats       | Étiquette      | Premier tour | Premier tour |
| Candidats      | Candidats       | Étiquette      | Voix         | %            |
| -------------- | --------------- | -------------- | ------------ | ------------ |
|                | Albert de Mun * | ALP            | 9 547        | 57,12        |
|                | Yves Caill      | app.PRD        | 7 166        | 42,88        |
|                |                 |                |              |              |
| Inscrits       | Inscrits        | Inscrits       | 21 075       | 100,00       |
| Votants        | Votants         | Votants        | 16 864       | 80,02        |
| Abstention     | Abstention      | Abstention     | 4 211        | 19,98        |
| Blancs et nuls | Blancs et nuls  | Blancs et nuls | 151          | 0,90         |
| Exprimés       | Exprimés        | Exprimés       | 16 713       | 99,11        |

*sortant

### Arrondissement de Quimper

#### 1recirconscription
Quimper-1 regroupe les cantons de Douarnenez et de Pont-Croix.
| Candidats      | Candidats          | Étiquette                  | Premier tour | Premier tour | Deuxième tour | Deuxième tour |
| Candidats      | Candidats          | Étiquette                  | Voix         | %            | Voix          | %             |
| -------------- | ------------------ | -------------------------- | ------------ | ------------ | ------------- | ------------- |
|                | Georges Le Bail *  | Radical-socialiste-Radical | 5 393        | 45,58        | 6 296         | 51,66         |
|                | Georges Saint-Yves | Conservateur-ALP           | 5 146        | 43,50        | 5 892         | 48,34         |
|                | Fernand Le Goïc    | SFIO                       | 1 290        | 10,90        |               |               |
|                |                    |                            |              |              |               |               |
| Inscrits       | Inscrits           | Inscrits                   | 16 547       | 100,00       | 16 552        | 100,00        |
| Votants        | Votants            | Votants                    | 11 940       | 72,16        | 12 305        | 74,34         |
| Abstention     | Abstention         | Abstention                 | 4 607        | 27,84        | 4 247         | 25,66         |
| Blancs et nuls | Blancs et nuls     | Blancs et nuls             | 109          | 0,91         | 117           | 0,95          |
| Exprimés       | Exprimés           | Exprimés                   | 11 831       | 99,09        | 12 188        | 99,05         |

*sortant

#### 2ecirconscription
Quimper-2 regroupe les cantons de Plogastel-Saint-Germain et de Pont-l'Abbé.
Édouard Plouzané (Radical) ne se représente pas.
| Candidats      | Candidats               | Étiquette      | Premier tour | Premier tour | Deuxième tour | Deuxième tour |
| Candidats      | Candidats               | Étiquette      | Voix         | %            | Voix          | %             |
| -------------- | ----------------------- | -------------- | ------------ | ------------ | ------------- | ------------- |
|                | Georges Le Bail-Maignan | Radical        | 5 091        | 46,95        | 5 689         | 50,55         |
|                | Marcel Derrien          | Conservateur   | 4 914        | 45,32        | 5 557         | 49,38         |
|                | Eugène Kernaflen        | SFIO           | 784          | 7,23         |               |               |
|                | Félix Maubras           | ALP            | 55           | 0,51         |               |               |
|                |                         |                |              |              |               |               |
| Inscrits       | Inscrits                | Inscrits       | 14 641       | 100,00       | 14 641        | 100,00        |
| Votants        | Votants                 | Votants        | 10 865       | 74,21        | 11 355        | 77,56         |
| Abstention     | Abstention              | Abstention     | 3 776        | 25,79        | 3 286         | 22,44         |
| Blancs et nuls | Blancs et nuls          | Blancs et nuls | 21           | 0,19         | 101           | 0,89          |
| Exprimés       | Exprimés                | Exprimés       | 10 844       | 99,81        | 11 254        | 99,11         |

#### 3ecirconscription
Quimper-3 regroupe les cantons de Quimper, Fouesnant, Briec et Concarneau.
Louis Hémon (Progressiste) est élu sénateur le 7 janvier 1912. Pierre Hugot-Derville (ALP) est élu lors de la partielle du 31 mars 1912 pour le remplacer.
Hippolyte Masson et Louis Béard du Dézert se retirent pour le scrutin de ballotage.
| Candidats      | Candidats                | Étiquette      | Premier tour | Premier tour | Deuxième tour | Deuxième tour |
| Candidats      | Candidats                | Étiquette      | Voix         | %            | Voix          | %             |
| -------------- | ------------------------ | -------------- | ------------ | ------------ | ------------- | ------------- |
|                | Maurice Bouilloux-Lafont | PRD-FDG        | 6 327        | 43,72        | 8 201         | 59,14         |
|                | Pierre Hugot-Derville *  | ALP            | 4 507        | 31,14        | 5 579         | 40,23         |
|                | Hippolyte Masson         | SFIO           | 2 387        | 16,49        | 77            | 0,56          |
|                | Louis Béard du Dézert    | Conservateur   | 1 247        | 8,62         | 16            | 0,12          |
|                |                          |                |              |              |               |               |
| Inscrits       | Inscrits                 | Inscrits       | 19 706       | 100,00       |               |               |
| Votants        | Votants                  | Votants        | 13 390       | 67,95        |               |               |
| Abstention     | Abstention               | Abstention     | 6 316        | 32,05        |               |               |
| Blancs et nuls | Blancs et nuls           | Blancs et nuls | 905          | 6,76         |               |               |
| Exprimés       | Exprimés                 | Exprimés       | 12 485       | 93,24        |               |               |

*sortant

### Arrondissement de Quimperlé
Quimperlé regroupe l'ensemble des cantons de l'arrondissement de Quimperlé.
Cette élection est annulée le 3 juillet 1914 mais avec le déclenchement de la première Guerre mondiale en août, il n'y aura pas d'élection partielle d'organisée.
| Candidats      | Candidats              | Étiquette          | Premier tour | Premier tour |
| Candidats      | Candidats              | Étiquette          | Voix         | %            |
| -------------- | ---------------------- | ------------------ | ------------ | ------------ |
|                | Léonard Corentin-Guyho | Progressiste-PRD   | 6 817        | 51,74        |
|                | Jules Le Louédec *     | Radical-socialiste | 6 358        | 48,26        |
|                |                        |                    |              |              |
| Inscrits       | Inscrits               | Inscrits           | 18 399       | 100,00       |
| Votants        | Votants                | Votants            | 13 392       | 72,79        |
| Abstention     | Abstention             | Abstention         | 5 007        | 27,21        |
| Blancs et nuls | Blancs et nuls         | Blancs et nuls     | 217          | 1,62         |
| Exprimés       | Exprimés               | Exprimés           | 13 175       | 98,38        |

*sortant

## Députés élus
| Députés | Députés                  | Parti                      | Fonctions lors de l'élection en 1914                                                                 |
| ------- | ------------------------ | -------------------------- | --- |
|         | Émile Goude              | SFIO                       | Conseiller général de Brest-2. Commis à l'Arsenal de Brest (Direction des travaux).                  |
|         | Georges Le Bail          | Radical-socialiste-Radical | Conseiller général du Plogastel-Saint-Germain, maire de Plozévet. Avocat.                            |
|         | Georges Le Bail-Maignan  | Radical                    | Avocat.                                                                                              |
|         | Albert Louppe            | Radical-ARD                | Président du Conseil général, conseiller général du Faou, maire de Quimerc'h. Ingénieur des poudres. |
|         | Ferdinand Lancien        | Radical-Soc.ind            | Conseiller général et maire de Carhaix. Médecin, Journaliste à Le Matin.                             |
|         | Émile Cloarec            | app.PRD                    | Conseiller général de Saint-Thégonnec, maire de Ploujean. Avoué.                                     |
|         | Maurice Bouilloux-Lafont | PRD-FDG                    | Maire de Bénodet. Banquier.                                                                          |
|         | Léonard Corentin-Guyho   | Progressiste-PRD           | Conseiller général de Pont-Aven. Avocat général à la Cour d'Appel de Paris.                          |
|         | Paul Simon               | Silloniste                 | Conseiller municipal de Brest. Avocat, Directeur du journal Le Démocrate.                            |
|         | Louis Soubigou           | Progressiste-ALP           | Conseiller général et maire de Lesneven. Notaire.                                                    |
|         | Albert de Mun            | ALP                        | Officier, Propriétaire agricole.                                                                     |